# Peter Henning (Physiker)

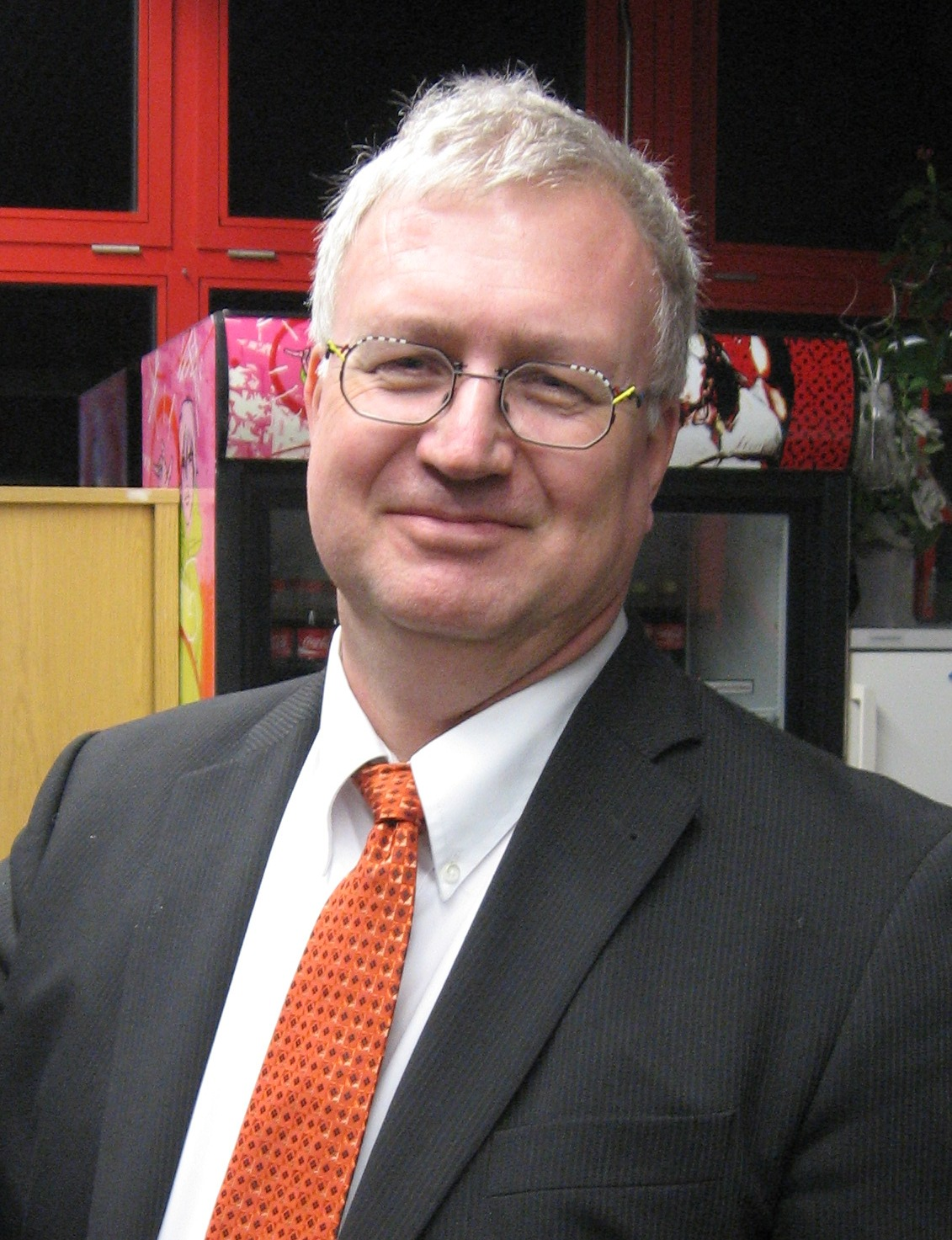
Peter Henning (2009)

Peter Andreas Henning (* 29. April 1958 in Wiesbaden) ist ein deutscher Informatiker und Physiker. Er ist seit 1998 Professor für Informatik an der Fakultät für Informatik der Hochschule Karlsruhe und war von 2013 bis 2020 Gastprofessor für Information Business Technologies an der privaten Steinbeis-Hochschule Berlin.

## Leben
Hennings Familie stammt aus Karnin.
Peter Henning, Sohn des technischen Angestellten Hans-Jürgen Henning und seiner Frau Ilse, verbrachte seine Kindheit und Jugendzeit im hessischen Langen. Bereits vor dem Abitur 1977 wurde er in die Studienstiftung des Deutschen Volkes aufgenommen. Während des Grundwehrdienstes von 1977 bis 1978 entwarf und baute er einen Mikrocomputer, basierend auf dem Prozessor Intel 8080. Danach studierte er ab 1978 zunächst Physik und Informatik an der Technischen Universität Darmstadt, konzentrierte sich dann aber auf die Physik. 1980 schied er aus der Studienstiftung des Deutschen Volkes aus und erhielt ein Stipendium der Friedrich-Naumann-Stiftung.
1983 legte Henning seine Diplomprüfung mit Auszeichnung ab. Ab 1984 erhielt er ein Promotionsstipendium der Friedrich-Naumann-Stiftung und arbeitete am Institut für Kernphysik der TU Darmstadt und bei der Gesellschaft für Schwerionenforschung (GSI) an seiner Dissertation. 1987 wurde er mit der Arbeit Landau's Theorie der Fermi-Flüssigkeit im Rahmen der Quantenhadrodynamik mit Auszeichnung promoviert. 1993 habilitierte er sich mit der Schrift Thermo Field Dynamics for Quantum Fields with Continuous Mass Spectrum für das Gebiet der Theoretischen Physik.
In der Zeit von 1984 bis 1996 arbeitete Henning in verschiedenen Positionen in der Theoretischen Physik, u. a. in den USA, Kanada, Russland, China. Darunter fallen ein einjähriger Aufenthalt als Feodor-Lynen-Stipendiat der Alexander von Humboldt-Stiftung an der State University of New York in Stony Brook sowie eine Position als Visiting Professor an der University of Alberta in Edmonton, Kanada. In dieser Zeit entstanden 46 Veröffentlichungen, die sich zumeist mit der Anwendung der relativistischen Quantenfeldtheorie auf Vielteilchensysteme befassen.
1996 wechselte Henning seinen Arbeitsschwerpunkt. Zunächst war er bis 1998 in der Datenverarbeitung für die Deutsche Börse in Frankfurt am Main als Gruppenleiter in der Softwareentwicklung und als Technologieberater tätig. 1998 erhielt er einen Ruf an die Fakultät für Informatik der Hochschule Karlsruhe als Professor für Informatik und Multimedia. Hier entstand unter seiner Leitung einer der ersten deutschen Master-Studiengänge im Bereich der Informatik. 2006 war er Gründungsdirektor des Institute for Computers in Education, in dem er sich vorwiegend mit den Einsatz neuer Medien in der Lehre und E-Learning befasst. Eine der wesentlichen Aktivitäten dieses Institutes war von 2003 bis 2014 der European Award for Technology Supported Learning (eureleA), mit dem die europaweit besten Projekte in diesem Sektor ausgezeichnet werden, seit 2015 abgelöst durch den Open Educational Resources Award.
Im Februar 2010 übernahm Henning gemeinsam mit Sünne Eichler die inhaltliche Leitung der Learntec, einer internationalen Kongressmesse für technologiegestütztes Lernen. Sie fand unter dieser Leitung das erste Mal im Februar 2011 statt.
Henning heiratete und hat drei Kinder.

## Beiträge zur Theoretischen Physik
Die Beiträge von Peter Henning zur Theoretischen Physik sind der Quantenfeldtheorie zuzurechnen. Hier wurde seit den 1950er Jahren u. a. durch Walter Thirring und andere festgestellt, dass zu der fundamentalen Operatoralgebra, die ein Quantenfeld definiert, offenbar immer zwei konkrete Darstellungen des Feldes existieren: Eine davon entwickelt sich vorwärts in der Zeit, die andere rückwärts. Im Bereich der Quantenmechanik entwickelte Hiromi Umezawa (University of Alberta, Edmonton) daraus seit den 1970er Jahren die Thermofeld-Dynamik (Thermo Field Dynamics, TFD), die darauf beruht, dass in thermischen Systemen die physikalischen Quantenzustände eine Mischung aus den beiden genannten Darstellungen sind.
In der Quantenfeldtheorie, der Quantentheorie der Wellenfelder, entwickelte sich seit den 1950er Jahren eine Sichtweise, die das Teilchenkonzept zu Gunsten einer allgemeineren Spektralfunktion der Feldquanten aufgab. Ab etwa Mitte der 1980er ergab sich durch das Aufkommen von Experimenten mit hochenergetischen Stößen von Atomkernen die Notwendigkeit, diese Quantenfeldtheorie mit der statistischen Physik "heißer" Systeme zusammenzuführen.
Henning befasste sich seit 1989 mit diesem Gebiet. In seiner Habilitationsschrift zeigte er, dass die so genannten Transportgleichungen der Nichtgleichgewichtsthermodynamik ihren Ursprung in einer Mischungsbedingung der beiden Felddarstellungen haben.
Weitere Beiträge befassen sich ebenfalls mit Spektralfunktionen, sowohl aus grundlegend mathematischer Sicht als auch angewandt auf z. B. die Neutrinophysik.

## Beiträge zur Informatik
Henning befasste sich ab 2000 mit der Visualisierung von Siedlungsstrukturen, ausgezeichnet wurde er für das Projekt, mit dem semantisch reiche Stadtmodelle erstellt werden können.
Jüngere Beiträge von Peter Henning zur Informatik sind dem E-Learning zuzurechnen. Dabei werden Lernplattformen eingesetzt, um digitales Lernmaterial zu verwalten und wiederzugeben – etwa, indem der Lernende sich durch einen Kurs mit interaktiven Elementen hindurchklickt. Ab 2007 vertrat Henning zusammen mit anderen die Auffassung, dass dies auch die Anpassung von Inhalten – etwa nach Schwierigkeitsgrad, Lernstand, Lernsituation und pädagogischem Modell – an die aktuellen Bedürfnisse des Lernenden ermöglichen würde. Die konkreten Bedürfnisse des Lernenden müssten dafür in einer strukturierten Wissensbeschreibung (einer Ontologie) niedergelegt sein, die weitgehend unabhängig vom Lernstoff selbst wäre. 2008 stellte er ein internationales Forschungskonsortium zusammen, ein Forschungsantrag bei der EU-Kommission war 2012 erfolgreich. Von 2012 bis 2015 wurde unter Leitung von Henning das Forschungsprojekt Intuitel durchgeführt, mit dem diese Adaptivität von Lernplattformen demonstriert wurde. Im Gegensatz zu vorhergehenden Projekten wurden in Intuitel existierende Lernplattformen, nämlich ILIAS, Moodle und drei kommerzielle Systeme zu Adaptiven Lernsystemen erweitert. Die resultierende Software wurde unter Open-Source-Lizenzen veröffentlicht.

## Ehrungen und Auszeichnungen
- 2002 – Bad Herrenalber Akademiepreis der Evangelischen Akademie Baden. Ausgezeichnet wurde der beste Vortrag des Jahres 2001, der sich mit gesellschaftspolitischen Fragen des Internet befasst.
- 2006 – „doIT Software Award“ des Landes Baden-Württemberg für herausragende Forschungsleistung. Ausgezeichnet wurde das Projekt WB3 – Visualisierung von Siedlungsstrukturen
- 2007 – „Professor des Jahres 2007“ in der Kategorie Ingenieurwissenschaften und Informatik. Bundesweit wurden durch Studenten 729  Professoren für ihr Engagement bei der Berufsvorbereitung nominiert. Aus diesen wählte eine von der Studierendenzeitschrift UNICUM eingesetzte Jury von Hochschullehrern und Managern dann die vier Preisträger.
- 2009 – Landeslehrpreis des Landes Baden-Württemberg. Peter Henning wurde hier zusammen mit seinen Kollegen vom Fachgebiet Informatik der Hochschule Karlsruhe durch diesen mit 50.000 € dotierten Preis geehrt.
- 2012 – Auszeichnung des Konzeptes GAMES@LEARNTEC als „Ort im Land der 1000 Ideen“, zusammen mit dem Team der LEARNTEC

## Publikationen (Auswahl)

### Theoretische Physik
- On the treatment of initial correlations in quantum field theory of non-equilibrium states. In: Nucl. Phys. B. Band 337, 1990, S. 547–568, doi:10.1016/0550-3213(90)90507-A.
- Thermo Field Dynamics for Quantum Fields with Continuous Mass Spectrum. In: Physics Reports. 253 No. 5 & 6, 1995, S. 235–380, doi:10.1016/0370-1573(94)00083-F, arxiv:nucl-th/9311001.
- mit E. Poliatchenko, T. Schilling, J. Bros: Approximate Spectral Functions in Thermal Field Theory. In: Phys. Rev. D. Band 54, 1996, S. 5239, doi:10.1103/PhysRevD.54.5239, arxiv:hep-ph/9510322.
- mit M. Blasone, G. Vitiello: Berry Phase for oscillating Neutrinos. In: Phys. Lett. B. Band 466, 1999, S. 262–266, doi:10.1016/S0370-2693(99)01137-5, arxiv:hep-th/9902124.
- Damping rate of a massive fermion in a hot medium. In: Cond. Mat. Phys. Band 3, Nr. 1(21), 2000, S. 75–102, doi:10.5488/CMP.3.1.75.
- Thermal Non-Analyticity in the Damping Rate of a Massive Fermion. In: K. Morawetz (Hrsg.): Formation of correlations. Nonequilibrium at short time scales. Springer, Heidelberg 2004, S. 70–90.

### Informatik
- eLearning 2015. Stand der Technik und neueste Trends. HMD Praxis der Wirtschaftsinformatik No. 52 (2015) 132-143, doi:10.1365/s40702-014-0111-3
- Digitale Relevanz. Warum Computer in die Schule gehören. Online-Magazin Digital Lernen, 3. Mai 2013
- Taschenbuch Multimedia. 4. Auflage. Fachbuchverlag Leipzig im Carl Hanser Verlag, München 2007, ISBN 978-3-446-40971-2.
- Netzwelten. zur Notwendigkeit einer Internetkultur. Evangelische Akademie Baden, Karlsruhe 2003, ISBN 3-89674-533-6.
- mit Holger Vogelsang: Taschenbuch Programmiersprachen. 2. Auflage. Fachbuchverlag Leipzig im Carl Hanser Verlag, München 2007, ISBN 978-3-446-40744-2.
- Peter A. Henning, Helmut Hoyer (Hrsg.): eLearning in Deutschland. uni-edition, Berlin 2006, ISBN 3-937151-49-4.
- mit Anders T. Lehr: Best Practice in E-Learning 2006. Finalisten und Preisträger des eureleA 2006. uni-edition, Berlin 2006, ISBN 3-937151-59-1.

### Politik
- Wider die Angst. Medien, Meme, Manipulationen. Europa-Verlag München 2022, ISBN 978-3-95890-472-9
- Open Educational Resources – Freie Bildung für Alle ?. Argumente Nr. 31/2014, Liberales Institut der Friedrich Naumann-Stiftung, Dezember 2014 doi:10.13140/2.1.2214.6886
- Zehn Jahre Bologna-Prozess.Liberales Institut der Friedrich Naumann-Stiftung, Dezember 2013
- I18N. zur Internationalisierung der Deutschen Hochschulen. Liberales Institut der Friedrich Naumann-Stiftung, Juni 2007
- The Impact of Decentralized Knowledge on Education. Die Auswirkung von Dezentralisiertem Wissen auf die Bildung. Proceedings des Internationalen Bildungskongresses der Friedrich Naumann-Stiftung, Potsdam 2.–4. September 2005. Liberales Institut der Friedrich Naumann-Stiftung, Januar 2006